# 한림초등학교 (경남)
한림초등학교는 대한민국 경상남도 김해시에 있는 초등학교다.

## 학교 연혁
- 1942년 3월 25일 이북초등학교 장방분교로 개교
- 1946년 9월 20일 유림공립국민학교 인가
- 1948년 11월 22일 한림국민학교로 개명
- 1997년 3월 1일 한림초등학교로 변경
- 1999. 03. 01 금곡초등학교 통합
- 2005. 03. 01 가산분교장 편입
- 2009. 03. 01 가산분교장 통합
- 2014. 03. 01 제28대 정상헌 교장 취임
- 2015. 02. 13. 제69회 졸업식 (졸업생 총수 : 6,598명)
- 2016. 02. 17. 제70회 졸업식 (졸업생 총수 : 6,619명)